# عبد الله المطروشي
عبد الله سعيد المطروشي مواليد 18 يوليو 1993، لاعب كرة قدم إماراتي يجيد اللعب في الدفاع يلعب في نادي دبا الحصن.

## مسيرة اللاعب
لعب في نادي اتحاد كلباء ونادي العروبة ونادي الفجيرة ونادي البطائح ونادي دبا الحصن ونادي دبا الفجيرة.

## روابط خارجية
- عبد الله المطروشي على موقع Soccerway.com (الإنجليزية)